# Fortaleza de Ksani
La fortaleza de Ksani (en georgiano: ქსნის ციხე), también conocida como fortaleza de Mtkvari (მტკვრის ციხე), es una fortaleza estratégicamente ubicada sobre un monte con vista a la confluencia del río Ksani con el Mtkvari (Kurá) en el distrito histórico de Mukhrani, actualmente parte del municipio de Mtsjeta, este de Georgia. Fue construida por Bagrat I, príncipe de Mukhrani, en 1512 y reconstruida por su descendiente en 1746. La fortaleza está inscrita en la lista de Monumentos culturales inamovibles de importancia nacional de Georgia.

## Ubicación
La fortaleza de Ksani se encuentra en lo alto del monte Sarkineti a 600 metros de altura, sobre el margen izquierdo del río Ksani, en las cercanías de la aldea de Tsikhisdziri, municipio de Mtsjeta, región de Mtsjeta-Mtianeti. Desde la fortaleza se obtiene una vista de la confluencia de Ksani y Mtkvari y de ambos valles fluviales. Debido a su posición dominante, es visible desde la carretera principal este-oeste de Georgia.

## Diseño
La fortaleza existente es de planta poligonal irregular. El edificio original está construido de adoquines; las líneas mixtas de piedra y ladrillo son el resultado de la reconstrucción del siglo XVIII. Las paredes están fortificadas con bastiones y torres de diferentes tamaños y formas coronadas con parapetos almenados. Están equipadas con troneras y redondeles. En el patio hay un estanque y una bodega. El agua solía ser suministrada por un acueducto que continuaba a lo largo de la cordillera durante varios kilómetros.

## Historia

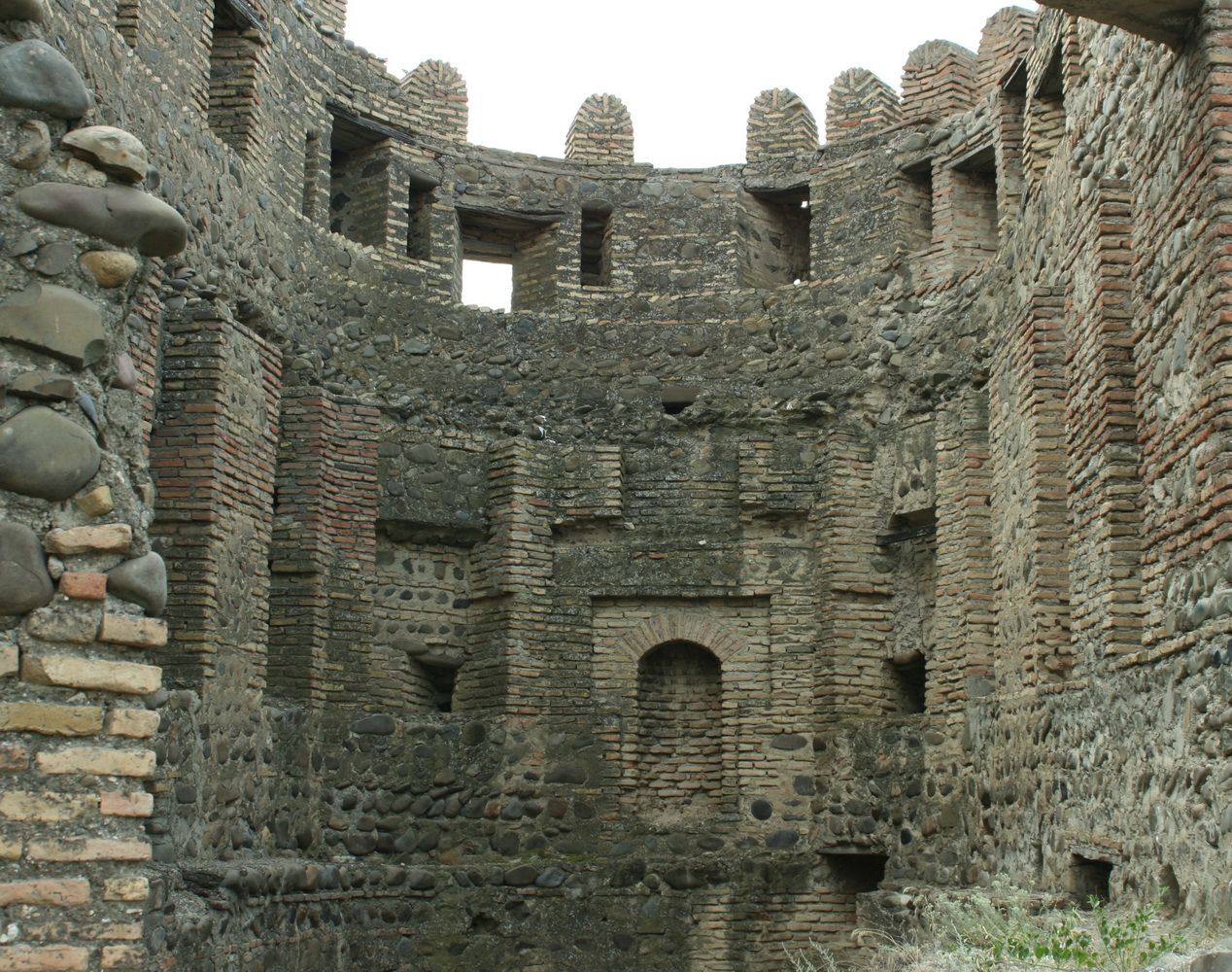
Paredes interiores

La fortaleza se conoce desde los primeros registros históricos modernos bajo el nombre de Mtkvari (arcaicamente, Mtkuri) o Mtveri, pero es conocida popularmente como Ksani. Fue construida por el príncipe Bagrat, quien huyó de su hermano mayor, el rey David X de Kartli, al distrito de Mukhrani, e hizo allí un principado. La fortaleza se convirtió inmediatamente en objetivo del gobernante georgiano vecino Jorge II de Kakheti, quien la asedió. Según se cuenta, después de un enfrentamiento de tres meses, Jorge, burlonamente, le envió vino fresco a Bagrat, pensando que los defensores se estaban muriendo de hambre. Cuando, a cambio, recibió un salmón vivo del estanque del castillo, concluyó que el asedio era inútil y se retiró. El conflicto perduró y en 1513 Bagrat logró capturar a Jorge y hacerlo prisionero en la fortaleza de Ksani. La fortaleza permaneció en posesión de la casa de Mukhrani, fundada por Bagrat, pero gradualmente cayó en ruinas. En 1746, Constantino III, príncipe de Mukhrani, lo reconstruyó y colocó una inscripción conmemorativa sobre la entrada.